# Varg Veum

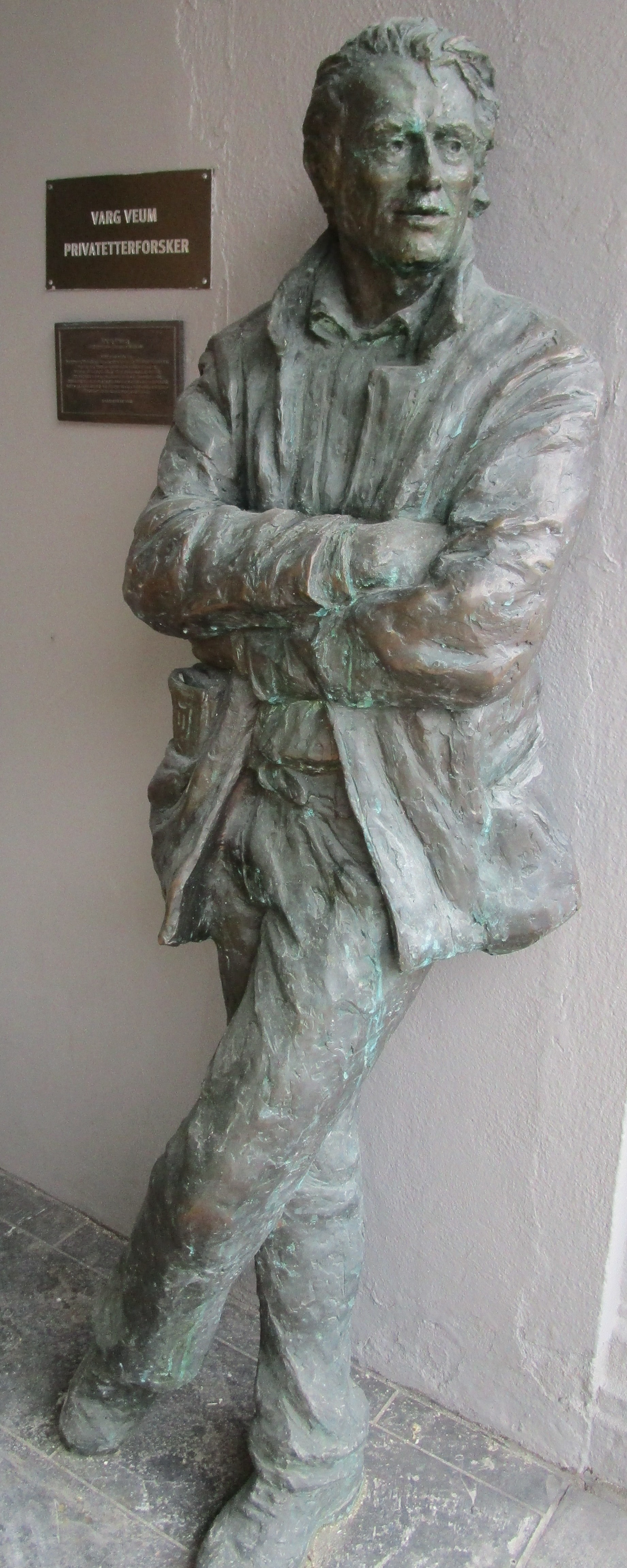
Standbeeld van Varg Veum bij de Strandkaien 2 (foto: L.Pijttersen)

Varg Veum is de naam van een fictieve privédetective uit de Noorse stad Bergen.  Hij is de hoofdpersoon van een reeks detectiveverhalen, geschreven door de Noorse schrijver Gunnar Staalesen. De boeken zijn vertaald in onder meer het Nederlands, Engels, Duits, Zweeds en Deens en van twaalf ervan is een verfilming gemaakt.
De auteur Gunnar Staalesen besloot in 1977 een detectiveroman te schrijven in de geest van Raymond Chandler. Hij gaf zijn hoofdpersonage de naam Varg Veum, een naam die in het Noors onheilspellend klinkt. De uitdrukking 'varg i veum' was in oude tijden de aanduiding voor iemand die vogelvrij was verklaard. De naam Varg is later ʽwolf’ gaan betekenen). Staalesen wilde zijn held niet te oud laten worden en was aanvankelijk van plan na Skriften på veggen uit 1995 te stoppen met de serie. Daar is hij later echter op teruggekomen. Om Varg niet te oud te laten worden laat hij de latere boeken in het recente verleden spelen, dus vanaf 1998.  
	Net als het personage Philip Marlowe van Raymond Chandler is Varg Veum een eenzame, cynische figuur met een drankprobleem en een ongemakkelijk privéleven, maar met een groot rechtvaardigheidsgevoel en een hart dat op de juiste plek zit. Een gescheiden man en vader, die oorspronkelijk als maatschappelijk werker bij Jeugdzorg werkte, maar later besloot een detectivebureau te beginnen. Hij heeft een voorkeur voor zaken die met sociale rechtvaardigheid te maken hebben. Ook zaken waarbij verdwenen of verwaarloosde kinderen een rol in spelen hebben zijn belangstelling. Klanten die hem willen inhuren om hun partner op ontrouw te kunnen betrappen, gaat hij bij voorkeur uit de weg. De misdaden waar de boeken om draaien, hebben meestal een maatschappelijke achtergrond. Het gaat niet om krankzinnige psychopaten of seriemoordenaars, maar om ellende die voorkomt uit sociale ongelijkheid of verwaarlozing.  
De boeken uit de serie zijn vanuit Veums perspectief geschreven, in de ik-vorm. De toon is mild sarcastisch, en doordrenkt met zwarte humor. De plots zijn goed doortimmerd en hebben meestal een verrassende draai aan het eind. De couleur locale is erg belangrijk, de stad Bergen is in feite de tweede hoofdpersoon in de boeken. Vanwege de populariteit van de reeks heeft de stad Bergen in 2008 een standbeeld van Varg Veum opgericht bij het adres Strandkaien 2, de plek waar Veum zijn kantoor heeft.  
De Varg-Veum serie is verstript in de zevendelige serie 7 Fjell (7 bergen), zeven verschillende graphic novels, waarvoor Gunnar Staalesen de tekst schreef en Mike Collins de tekeningen maakte. In deze serie gaat het o.a. over onopgeloste, echt gepleegde moordzaken, zoals de zaak van de Isdalskvinnen, een vrouw die in 1970 dood werd aangetroffen in Isdalen, vlak bij Bergen. 
Naast de Varg Veum-serie heeft de auteur ook een inmiddels vierdelige serie geschreven over de recente geschiedenis van de stad Bergen, waarin hij de ontwikkeling van de stad beschrijft aan de hand van fictieve personages. Daarin vormt de familiegeschiedenis van Varg Veum een aparte verhaallijn en in het het vierde deel, Post Festum, is Varg Veum de verteller. 

## Verfilming
In 2005 kondigde de Noorse filmproductiemaatschappij SF Norge dat ze zes boeken zou verfilmen. De eerste film, Bitre blomster (Bittere bloemen), verscheen in de zalen in Noorwegen op 28 september 2007. De film werd geregisseerd door de Noorse regisseur Ulrik Imtiaz Rolfsen, die ook Izzat regisseerde. De vervolgfilms Tornerose (Doornroosje) en Din til døden (De Jouwe Tot De Dood), geregisseerd door Erik Richter Strand, hebben filmprijzen gewonnen in Europa en de Verenigde Staten. Varg Veum wordt gespeeld door de Noorse acteur Trond Espen Seim.
Eind 2007 werden de opnames van het laatste deel van de eerste serie, Begravde hunder biter ikke (Begraven honden bijten niet) afgerond. Van de eerste zes films werden er twee uitgebracht in de bioscoop, de andere vier kwamen direct uit op dvd. In 2010-2012 werden zes andere Varg Veum-romans als bioscoopfilm verfilmd.

### Rolverdeling
- Trond Espen Seim als Varg Veum
- Lene Nystrøm als Karin, Vargs vriendin
- Bjørn Floberg als politiecommissaris Hamre

### Lijst van films
- Bitre blomster - Bittere bloemen (september 2007)
- Tornerose - Doornroosje (januari 2008)
- Din til døden - Voor eeuwig de jouwe (maart 2008)
- Falne engler - Gevallen engelen (april 2008)
- Kvinnen i kjøleskapet - De vrouw in de koelkast (september 2008)
- Begravde hunder - Begraven honden (oktober 2008)
- Skriften på veggen - Teken aan de wand (augustus 2010)
- Svarte får - Het zwarte schaap (januari 2011)
- Dødens drabanter - Handlangers van de dood (april 2011)
- I mørket er alle ulver grå - 's Nachts zijn alle wolven grijs (november 2011)
- De døde har det godt - De doden hebben het goed (januari 2012)
- Kalde hjerter - Koude harten (maart 2012)

### Op televisie in Vlaanderen en Nederland
Vanaf 24 januari 2009 was de eerste reeks van Varg Veum te zien op Canvas, in het voorjaar van 2012 gevolgd door de tweede reeks (afgesloten op 26 mei). Op zondag 10 juli 2011 vertoonde de KRO de aflevering Skriften på veggen (Teken aan de wand). Van zondag 2 juni tm zondag 30 juni 2013 vertoonde de KRO een reeks van Varg Veum bestaande uit De bittere bloemen, Doornroosje, Voor eeuwig de jouwe, Gevallen engelen en De vrouw in de koelkast.